# Robert Raudner

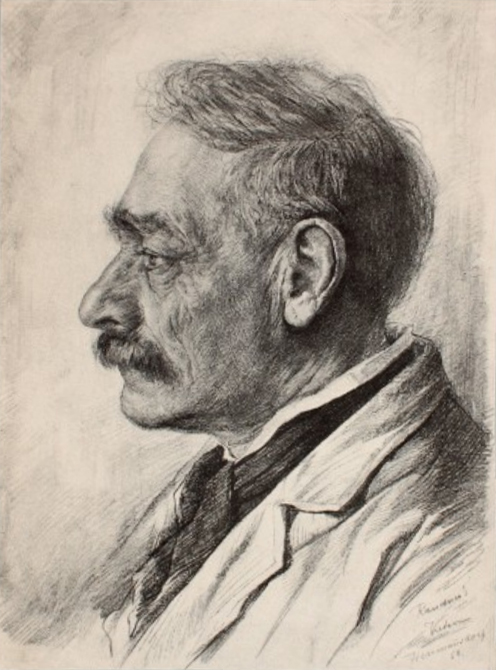
Porträt des Vaters

Robert Hermann Raudner (* 21. Januar 1854 in Nimkau, Landkreis Neumarkt, Provinz Schlesien; † 14. Januar 1915 in München) war ein deutscher Landschafts- und Genremaler sowie Radierer.
Geboren als Sohn eines Telegraphisten, studierte Raudner seit dem 17. Oktober 1878 Malerei an der Antikenklasse der Königlichen Akademie der Bildenden Künste in München bei Gyula Benczúr, Alexander Strähuber, Johann Leonhard Raab und Ludwig von Löfftz. Bei der Immatrikulierung gab Raudner als Geburtsort Benau bei Sorau an.
Nach dem Studium war Raudner in Schleißheim bei München tätig. Er beschäftigte sich hauptsächlich mit der Landschaftsmalerei und der Radierkunst. Er stellte seine Werke 1897 und 1899 im Münchner Glaspalast aus.